# Basse-Ham
Basse-Ham là một xã trong vùng Grand Est, thuộc tỉnh Moselle, quận Thionville-Est, tổng Metzervisse. Tọa độ địa lý của xã là 49° 23' vĩ độ bắc, 06° 14' kinh độ đông. Basse-Ham nằm trên độ cao trung bình là 192 mét trên mực nước biển, có điểm thấp nhất là 149 mét và điểm cao nhất là 249 mét. Xã có diện tích 10,03 km², dân số vào thời điểm 2005 là 2053 người; mật độ dân số là 205 người/km². Xã thuộc Pháp từ năm 1659, nằm khoảng 7 km về phía đông bắc của Thionville.